# اصلاح نباتات

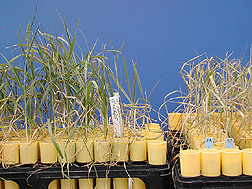
دو رقم متفاوت گندم، در سمت چپ گندمی که مقاومت متوسط به شوری دارد و در سمت راست گندم بدون مقاومت به شوری مشاهده می‌شود.

اصلاح نباتات یا اصلاح گیاهان (به انگلیسی: Plant breeding) دانش تغییر ویژگی‌های گیاهان برای تولید ویژگی‌های مطلوب است. از این دانش برای بهبود عملکرد و کیفیت مواد غذایی انسان و حیوان استفاده شده‌است. اهداف اصلاح نباتات تولید انواع محصولاتی است که دارای ویژگی‌های منحصر به فرد و برتر برای انواع کاربردهای کشاورزی باشد. مهمترین ویژگی‌هایی که معمولاً مورد توجه قرار می‌گیرند عبارتند از : بازده محصول (عملکرد در واحد سطح) یا زیست‌توده، ویژگی‌های مربوط به تحمل تنش‌های زیستی و غیرزیستی (شامل خشکی، شوری، آفات و بیماری‌های گیاهی، علف‌های هرز و... ) ویژگی‌های کیفی پایانی مانند طعم یا غلظت مولکول‌های خاص زیستی (پروتئین‌ها، قندها، لیپیدها، ویتامین‌ها، فیبرها) و سهولت در فرآوری (برداشت، آسیاب، پخت، مالت سازی، مخلوط شدن، و غیره).
اصلاح نباتات را می‌توان با روش‌های مختلفی انجام داد، از انتخاب ساده گیاهان با ویژگی‌های مطلوب برای تکثیر (اصلاح نباتات کلاسیک)، یا روش‌هایی که از دانش ژنتیک و کروموزوم‌ها استفاده می‌کند، یا به‌کارگیری فنون مولکولی پیچیده‌تر. (برای مثال کولتیوار و کولتیژن را ببینید). ژن‌های موجود در گیاه هستند که تعیین می‌کنند گیاه چه نوع صفات کیفی یا کمی داشته باشد. اصلاح کنندگان گیاهان تلاش می‌کنند تا خروجی، گونه خاصی از گیاه مورد نظر باشد که دارای ویژگی های مطلوب است، یا انواع بالقوه جدیدی از گیاه ایجاد کنند.

## کاربرد

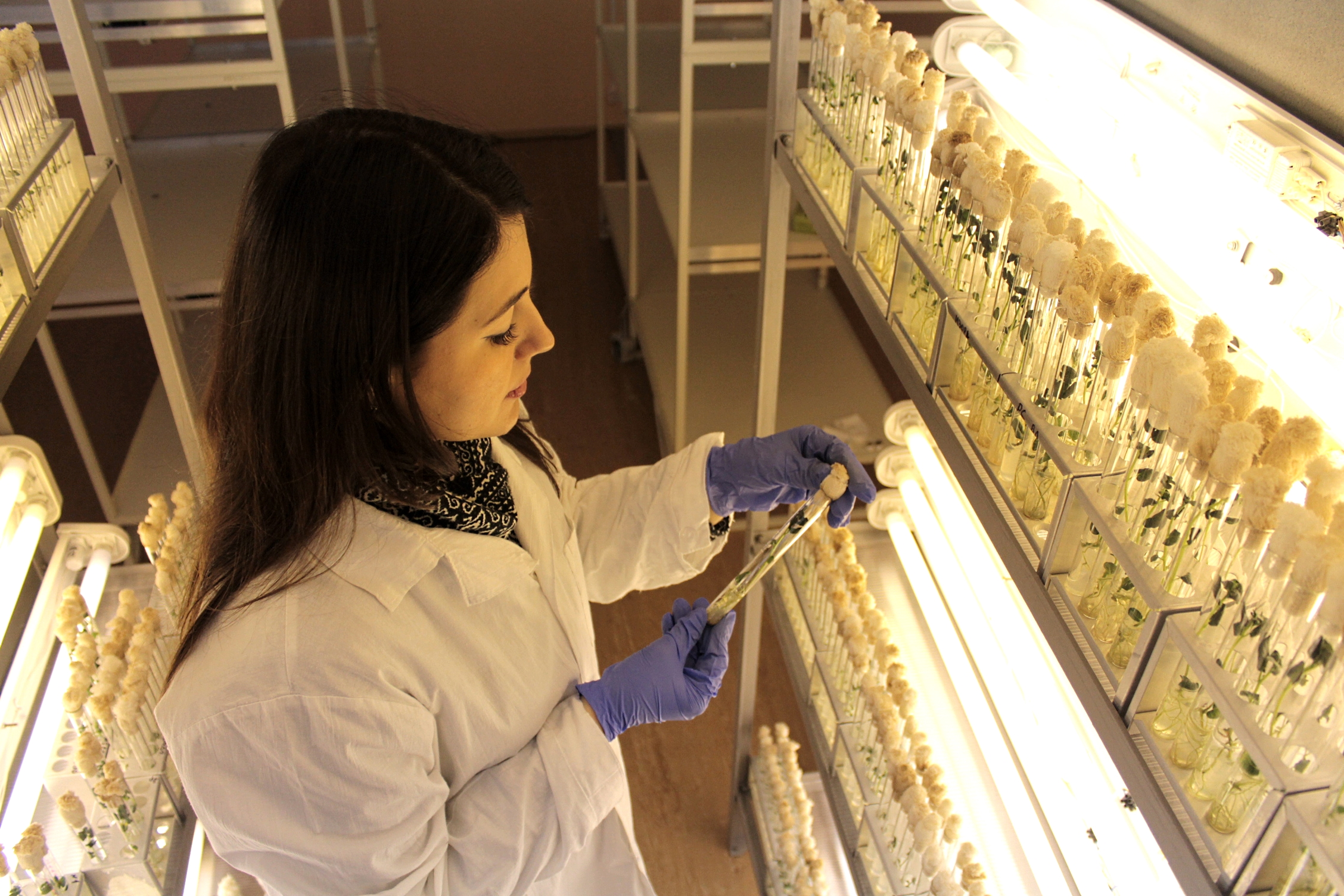
پژوهش کشاورزی بر روی سیب زمینی

دانشمند اصلاح نباتات (اصلاح‌گر) برای تغییر یک صفت در ژنوتیپ مورد نظر خود، از دیگر ژنوتیپ‌هایی که فرم مناسب صفت را دارند استفاده می‌کند. اصلاح نباتات بر دو اصل تنوع و گزینش فرم مطلوب استوار است. تنوع طبیعی که در طبیعت موجود است در اثر تجمع جهش‌های طبیعی به وجود آمده‌است. اما اگر تنوع لازم در گونه مورد نظر در طبیعت وجود نداشته باشد، می‌توان آن را به کمک جهش القایی تولید کرده یا از گونه دیگری که آن را دارد وارد کرد.

## گزینش
گزینش یعنی انتخاب فرم مطلوب. معمولاً فرم مطلوب از نظر یک صفت، از نظر بقیه صفت‌ها چندان مطلوب نیست و بنابراین، با انجام تلاقی میان آن و گیاه پذیرنده جمعیتی از افراد متنوع تولید می‌شود (جمعیت در حال تفکیک) که از میان آن‌ها بوته‌هایی که از نظر بیشتر صفت‌ها فرم مناسبی دارند انتخاب می‌شوند. تأثیر انتخاب بستگی به میزان وراثت‌پذیری صفت دارد. تنوع اساس به‌نژادی است.

## تفاوت اصلاح نباتات و زیست‌فناوری گیاهی
فرق اصلاح نباتات و زیست‌فناوری گیاهی در این است که اصلاح نباتات همان‌طور که از نام آن برمی‌آید، به‌کارگیری روش‌های کلاسیک و نوین برای اصلاح گیاهان می‌باشد اما زیست فناوری به معنای تولید فراورده‌های کشاورزی با به‌کارگیری روش‌های آزمایشگاهی و در بیرون از گیاه است مانند تولید متابولیت‌های ثانویه در حجم زیاد در شرایط آزمایشگاهی (in vitro).
به عنوان مثال انتقال ژن مقاومت به سرما از ماهی به برنج. همچنین در اصلاح نباتات کلاسیک زمان لازم برای انتقال صفت مورد نظر بیشتر است و تقریباً همیشه به همراه ژن هدف تعدادی ژن دیگر نیز به صورت ناخواسته وارد گیاه پذیرنده می‌شوند.

## یک نمونه
یکی از نمونه‌های بارز اصلاح نباتات میوهٔ موز است. سال‌ها پیش این گیاه را از طریق بذر آن می‌کاشتند اما مشکلی که وجود داشت دارای هسته بودن آن بود که هم نمای آن را خراب و هم خوردن آن را سخت می‌کرد. امّا با روش جدید کاشت آن که کشت از راه پاجوش (نوعی قلمه) است این مشکل اصلاح شده و موز دیگر در داخل خود هسته ندارد.
نمونه دیگر هنداونه است که در تا سده های اخیر به وضوع سفیدتر و سفت‌تر و پر از رگه های سفت (آوندها) بود و بالطبع شیرینی کمی هم داشت. این موضوع حتی در نقاشی های قرون وسطی نیز مشاهده می‌شود.

## علوم مرتبط با اصلاح نباتات
- ژنتیک
- آمار
- طرح آزمایش‌های کشاورزی
- گیاه‌شناسی
- بیماری‌های گیاهی